# Agguato nell'isola della morte
Agguato nell'isola della morte (Primal Force) è un film per la televisione del 1999, diretto da Nelson McCormick, di genere fantascientifico.

## Trama
Una spedizione organizzata per il salvataggio della figlia di un importante uomo di affari viaggia in una terra popolata da scimmie mutate in seguito ad un esperimento. Partecipa alla spedizione Frank Brodie che conosce bene i luoghi.